# Gallimard

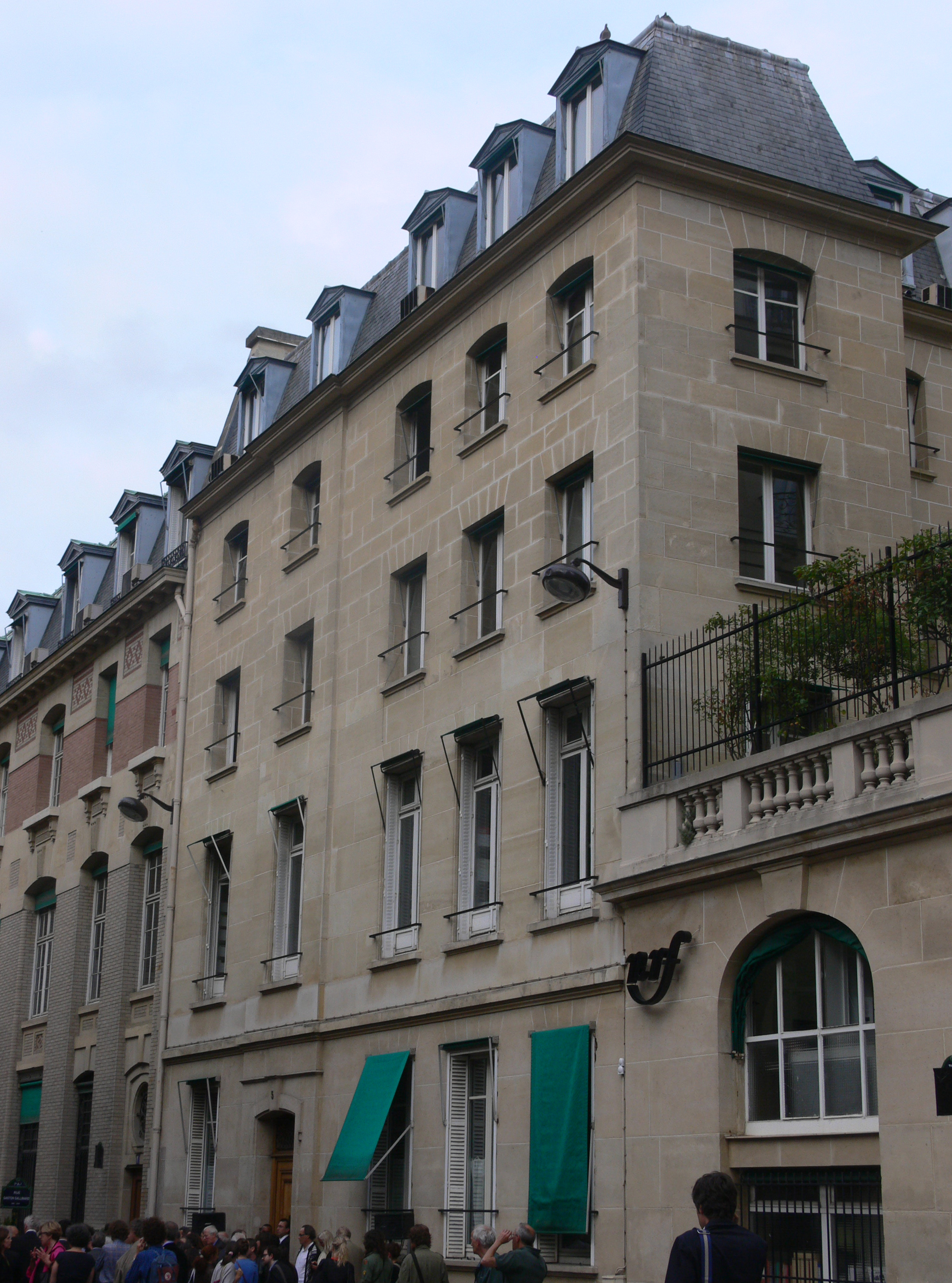
Sede delle Éditions Gallimard a Parigi

Éditions Gallimard è una delle più grandi case editrici francesi.
Secondo un'inchiesta condotta dal quotidiano Guardian possiede il miglior catalogo al mondo (ed uno dei più vasti, che comprende 17 000 titoli e oltre 7 000 autori, tra cui Marcel Proust, André Gide, Milan Kundera, Georges Simenon, Saint-John Perse, Antonin Artaud, Jean Paul Sartre, Simone de Beauvoir, Albert Camus, Jean Genet, Louis-Ferdinand Céline, René Char, Louis Aragon, André Malraux, Marguerite Yourcenar, Ionesco, Nathalie Sarraute, Marguerite Duras, Pascal Quignard, Michel Tournier, Patrick Modiano, Jean-Marie Gustave Le Clézio, Annie Ernaux e Édouard Glissant).

## Storia
La casa è stata fondata a Parigi il 31 maggio 1911 da Gaston Gallimard (1881-1975) con il nome di Les Éditions de la Nouvelle revue française (NRF). Il monogramma NRF appare tutt'oggi su molti libri pubblicati dall'editore. Con lui André Gide e Jean Schlumberger. Nel 1919 si affianca la "Librairie Gallimard". Nel 1921  la casa editrice si installa al n. 3 di rue de Grenelle. Durante l'occupazione tedesca di Parigi nella seconda guerra mondiale, per restare a controllare la sua società Gallimard pubblica anche opere pro-naziste, ma contemporaneamente clandestinamente per la Francia libera.
Negli anni '60 Gaston Gallimard passa progressivamente il potere nelle mani del figlio Claude.
Dal 1988 è guidata dal nipote del fondatore, Antoine Gallimard, che nel 1992 l'ha trasformata nel gruppo editoriale "Groupe Madrigall", con i marchi Gallimard, Flammarion e Casterman, di cui la famiglia possiede il 60̥ per cento.
Tra i suoi autori vi sono 38 premi Nobel, 36 premi Goncourt, 18 gran premi per il romanzo dell'Académie française, e 10 premi Pulitzer.
Nel 2003 il gruppo Gallimard ha dato alle stampe 1 418 titoli (Gallimard, 732; Gallimard Jeunesse, 303; Gallimard Jeunesse / Giboulées, 39; Gallimard Loisirs, 87; Gallimard Éducation, 25; Denoël, 86; Le Mercure de France, 71; POL, 60; La Table Ronde, 67).

## Società controllate

### Case editrici del gruppo
- Éditions Denoël
- Les Éditions du Mercure de France
- Gallimard Loisirs (guide turistiche)
- Futuropolis
- Gallimard Jeunesse
- P.O.L. (88 %)
- Les Éditions de la Table Ronde

### Diffusione e distribuzione
- SODIS
- SOCADIS (joint venture con Flammarion)
- Centre de Diffusion de l'Édition
- France Export Diffusion

## Collane
- L'Arbalète/Gallimard
- L'Arpenteur
- L'Aube des peuples
- Bibliothèque de la Pléiade
- Bibliothèque des histoires
- La Bibliothèque Gallimard
- Bibliothèque des idées
- Bibliothèque des sciences humaines
- La Blanche
- Le Cabinet des Lettrés
- Les Cahiers de la NRF (Nouvelle Revue Française)
- NRF Biographies
- NRF Essais
- Le Chemin
- Connaissance de l'inconscient
- Continents noirs
- Le Débat
- Découvertes Gallimard
- Du Monde entier
- Folio
- Haute enfance
- L'Imaginaire
- L'Infini
- Joëlle Losfeld
- Livres d'art
- La Noire
- Poésie/Gallimard
- Le Promeneur
- Quarto
- Série noire
- Le Temps des images
- L'Univers des formes
- L'Un et l'autre

## Gallimard e gli autori italiani
Gli autori italiani che Gallimard ha presentato in Francia non sono pochi. Tra i più noti ci sono Ungaretti, Pirandello, Svevo, Primo Levi, Pavese, Bassani, Morante, Pasolini, Montale, Savinio, Malaparte, Moravia, Buzzati, Fenoglio, Flaiano, Landolfi, Soldati, Calvino, Comisso, Palazzeschi, Vittorini, Parise, Sciascia, Morselli, Citati, Ortese, Manganelli, Magris, Natalia Ginzburg, Calasso, Camon, Consolo, Tabucchi, Baricco, De Luca, Lucarelli, Guido Crepax, Hugo Pratt.
Va poi ricordato qualche libro di Banti, Bontempelli, Gadda, Bilenchi, Silone, Carlo Levi, Lussu, Bernari, Berto, Loy, Romano, Cecchi, Macchia, Praz, Raboni, Slataper, D'Arrigo, Delfini, Guerra, Luzi, Arbasino, Balestrini, Ottieri, Leonetti, Campo, Bene, Testori, Bonaviri, Pizzuto, Emanuelli, Meneghello, Wilcock, Del Buono, Camporesi, Carlo Ginzburg, Vassalli, Simonetta, Brelich, Bevilacqua, Capriolo, Spaziani, Barbero, Vitale, Jaeggy, Ferrante, Piumini, Camilleri, Cavazzoni, Craveri, Ferrandino, Lodoli, Vinci, Piperno, Pincio, Saviano.
Tra i classici figurano Dante, Petrarca, Boccaccio, Ariosto, Tasso, Machiavelli, Vico, Stampa, Cellini, Da Ponte, Goldoni, Leopardi, Manzoni, Verga, Collodi, Croce, D'Annunzio, Gramsci, oltre all'antologia poetica e a quella dei conteurs del Rinascimento nella collana della "Bibliothèque de la Pléiade".